# 인상 (종교)
인상(印相, 산스크리트어: मुद्रा 무드라)이란 힌두교나 불교에서 사용되는 상징적, 의례적 동작이다. 인계(印契), 수인(手印), 인(印)이라고도 한다.

## 불교의 인상

### 시무외인
시무외인(施無畏印, abhaya-mudrā)은 부처가 중생에서 무외(無畏)를 배풀어 모든 두려움을 없애 주는 인상이다. 오른손 손가락과 손바닥을 바깥 쪽으로 펴고 어깨까지 올린 모습이다.

### 여원인
여원인(與願印)은 부처가 중생의 소원을 들어 주는 인상이다. 여인(與印)이라고도 한다. 왼손 손가락과 손바닥을 바깥 쪽으로 펴고 아랫쪽을 향해 내린 모습이다. 여원인은 시무외인과 함께 나타나는 경우가 많으며 시무외인과 여원인을 함께 통인(通印)이라고 한다.

### 선정인
선정인(禪定印, dhyāna-mudrā)은 부처가 선정에 든 모습을 상징하는 인상이다. 삼마지인(三摩地印)이라고도 한다. 결가부좌 자세에서 오른손과 왼손을 윗쪽을 향하여 단전에 모으고 오른손 엄지와 왼손 엄지를 맞대는 모습이다.

### 항마촉지인
항마촉지인(降魔觸地印, bhūmisparśa-mudrā)은 석가모니가 깨달음을 얻는 순간을 상징하는 인상이다. 촉지인(觸地印) 또는 지지인(指地印)이라고도 한다. 부처가 깨달음을 얻을 때 악귀를 물리치고 지신(地神)을 불러 깨달음을 증명했다는 설화에서 유래하였다. 결가부좌 자세에서 오른손을 내려 손가락으로 땅을 가리키고 왼손은 선정인의 자세를 취한 모습이다.

### 전법륜인
전법륜인(轉法輪印, dharmacakra-mudrā)은 석가모니의 가르침을 상징하는 인상이다. 석가모니가 부다가야에서 깨달음을 얻고 녹야원으로 와서 최초로 설법할 때에 취한 인상이라고 한다. 오른손과 왼손을 가슴까지 올리고 오른선의 엄지와 검지를 맞붙여 원형으로 만든 모습이다. 손가락으로 만든 원은 석가모니의 가르침을 상징하는 법륜을 의미한다.

### 지권인
지권인은 중생과 부처, 또는 미혹함과 깨달음이 하나임을 상징하는 인상이다. 보리인(菩提印), 각승인(覺勝印)이라고도 한다. 오른손과 왼손을 가슴까지 올리고 왼손의 검지만 세운 상태에서 오른손으로 왼손 검지를 감싸고 오른손 엄지와 왼손 검지의 끝을 맞대는 모습이다. 원래 밀교의 대일여래가 취하는 인상이지만 화엄종의 주존불인 비로자나불(대일여래와 비로자나불은 같다고 해석)도 취한다.

### 설법인
설법인(說法印, vitarka-mudrā)은 중생에게 법을 설하고 있음을 알리는 인상이다. 오른팔 혹은 양팔을 들어 엄지와 검지를 붙여 동그라미를 만든다. 동그라미는 법의 바퀴를 의미한다. 

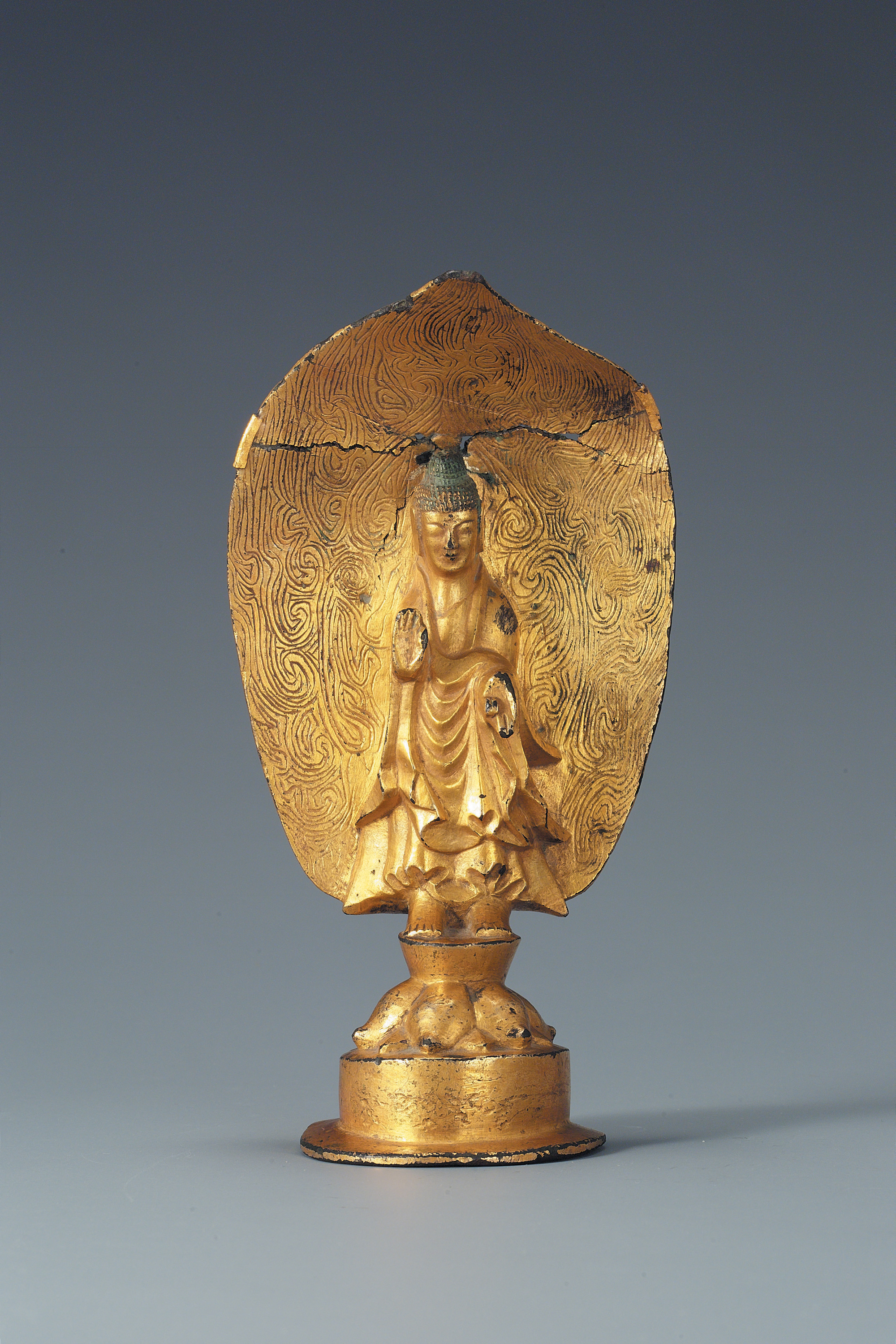
시무외인 (오른손), 여원인 (왼손)
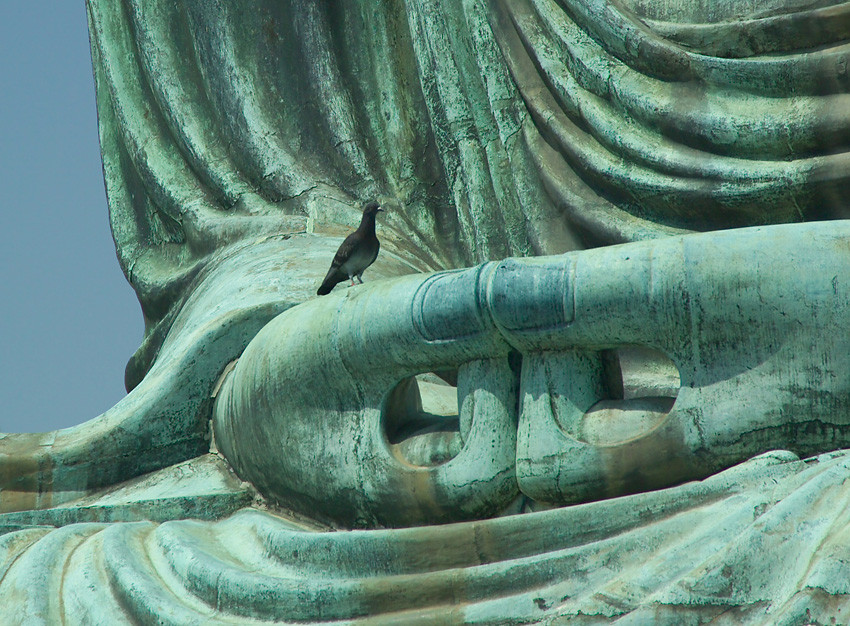
선정인
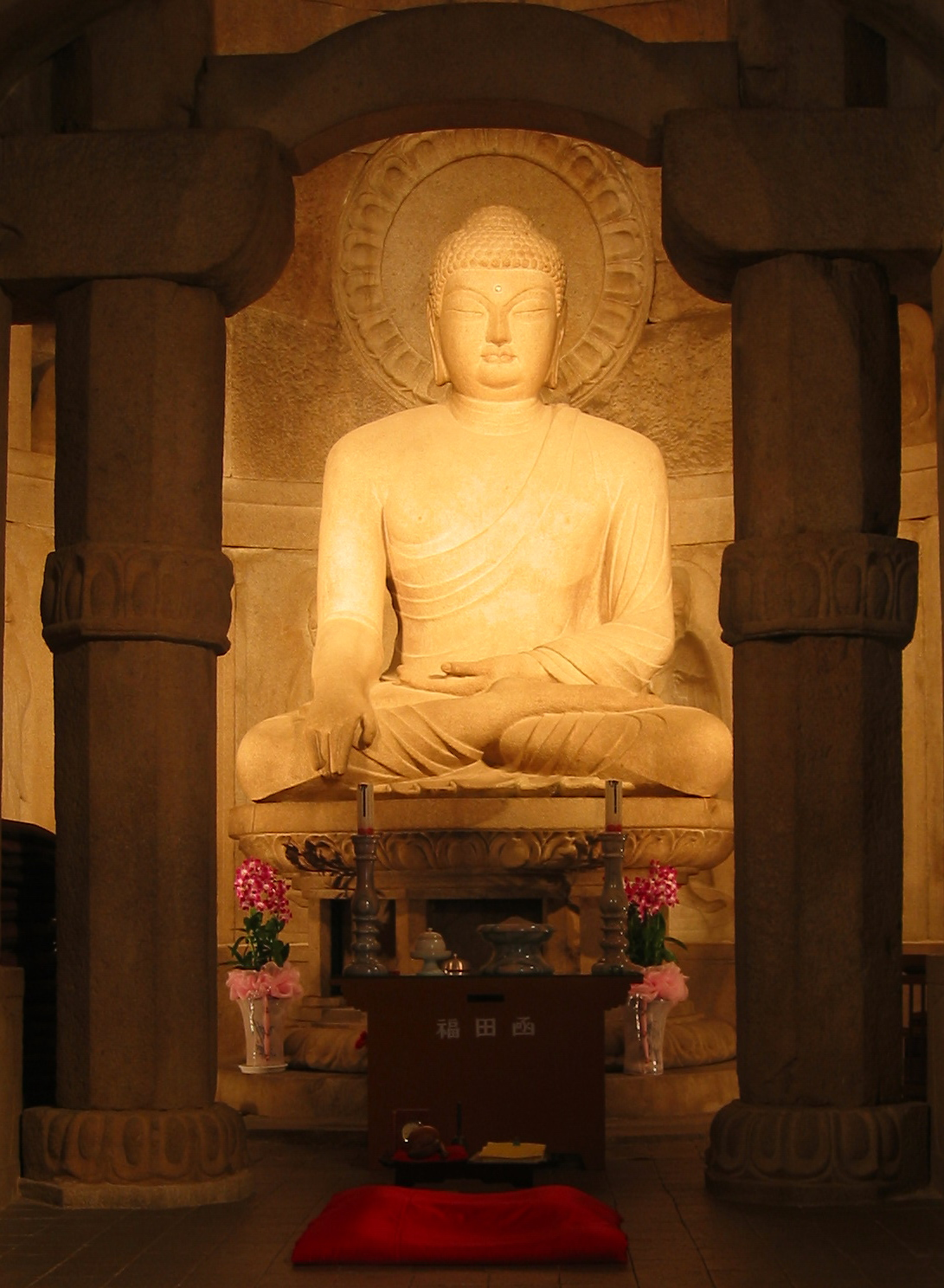
항마촉지인
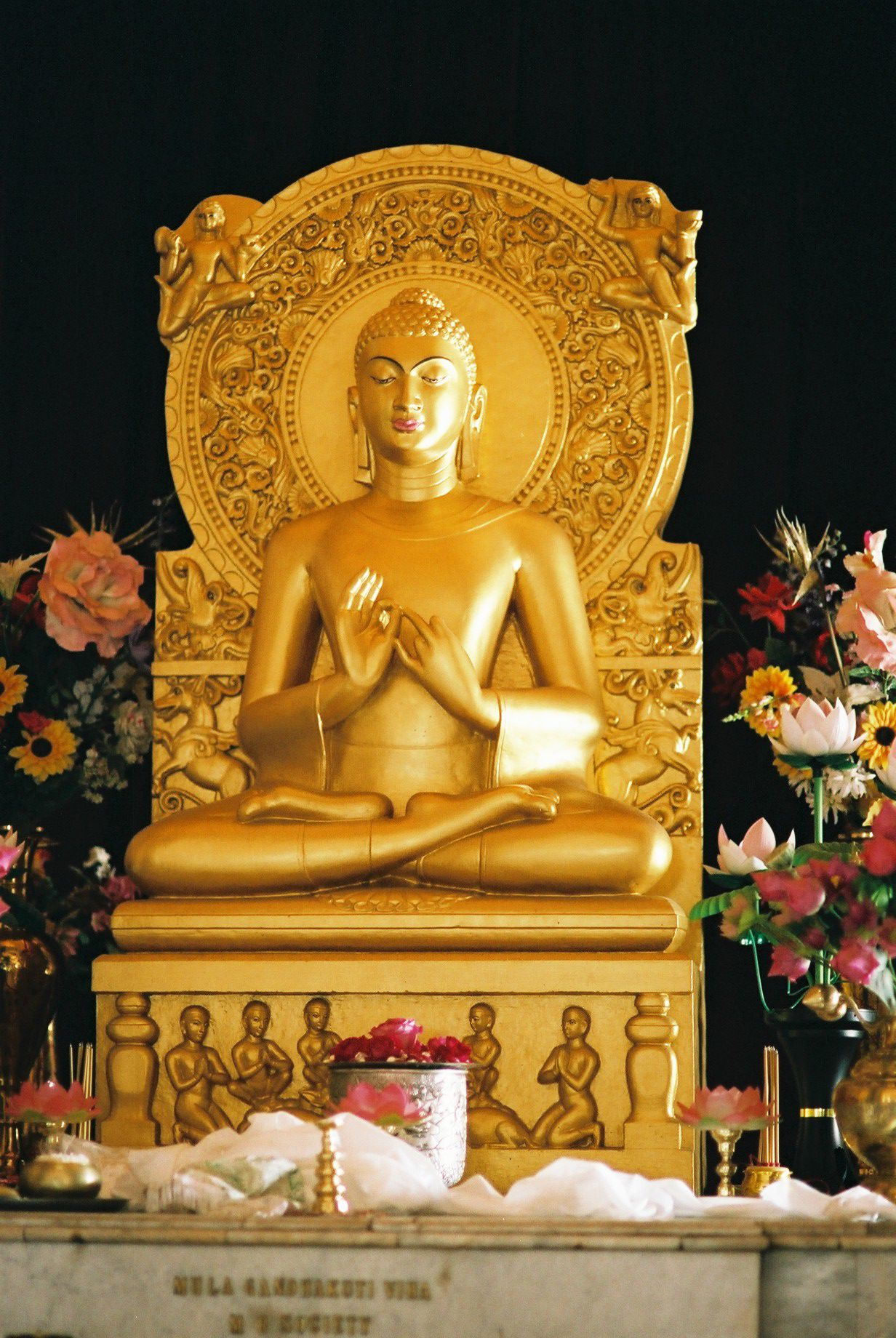
전법륜인
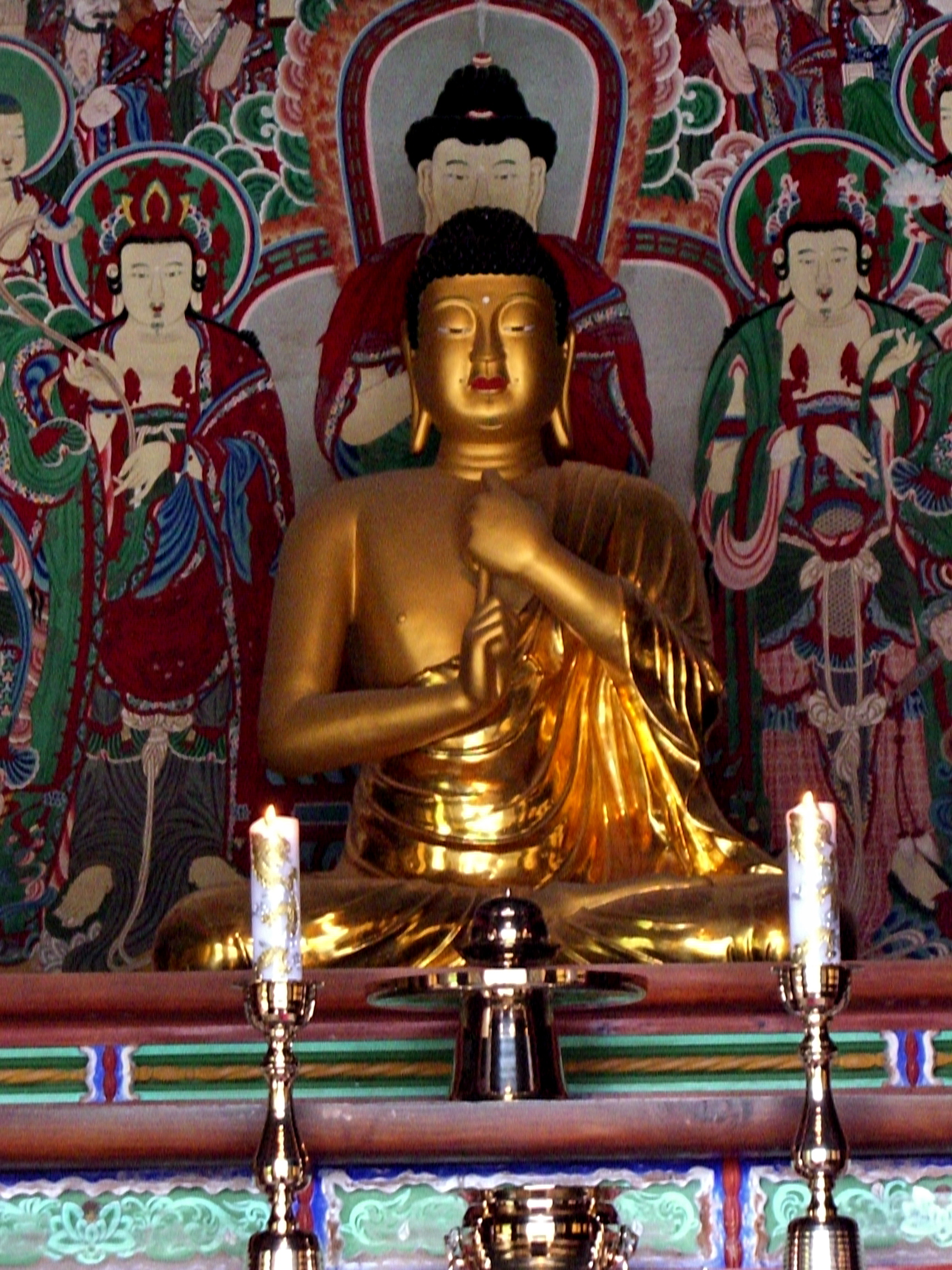
지권인

## 같이 보기
- 육갑비축